# くろがね・ベビー
ベビー (Baby) は、かつて存在した日本の自動車メーカー・東急くろがね工業が1960年から1962年まで生産した貨物用軽自動車である。

## 概要
1959年11月の全日本自動車ショウで一般公開されたベビーは、東急くろがね工業初の軽自動車であり、かつての日本でオート三輪大手三大ブランドの一つとして名声のあった「くろがね」の起死回生を目指す意欲作であった。日本初のリアエンジン方式のキャブオーバー型軽4輪トラックである。
ベビーの設計者・太田祐茂は、東急くろがね工業の前身会社の一つであるオオタ自動車の創立者・太田祐雄の三男で、オオタ自動車が社名を「高速機関工業」としていた1946年に独立、自身の自動車修理工場「オオタ商会」を経営していたが、オオタ自動車の後身でもある東急くろがね工業からの要請で軽トラック開発を引き受け、1959年には「ベビー」生産のために東急くろがねが立ち上げた子会社「くろがね小型自動車製造」に技術担当役員として入社している。
メカニズムにはそれまでのくろがね3・4輪トラックとの技術的脈絡は一切なかった。4輪独立サスペンションや縦置き水冷4ストロークエンジンは最たる特徴で、商用車の後車軸は過積載に強い固定軸がセオリー、軽自動車には簡易で高出力を稼ぎやすい空冷2ストロークが常識化しつつあった当時としては異例な設計であった。鋼管を部材に使用した低床ラダーフレームを用い、またルーフの一部はキャンバス張りにするなど軽量化・コストダウンにも配慮されている。ボディ・シャーシの設計やスタイリングには、1957年にヤンマーディーゼル（現・ヤンマーホールディングス）からの依頼で太田祐茂がエンジン以外を試作開発したキャブオーバー・ミッドシップレイアウトの空冷単気筒OHV・265ccの「ヤンマー・T65型ディーゼルエンジン」を搭載した軽トラック「ヤンマー・KT1/KT2型ディーゼルトラック」（1958年5月から1959年4月まで少数が生産・販売された「ヤンマー・KT3/KT4型」、および1959年5月から1969年8月まで少数が生産・販売された初代「ヤンマー・ポニーFM1/FMS型」の各原型。ただしエンジンのみヤンマーの自社開発）との共通点が多く見られる。市販型のスタイリングは工業デザイナーの伊原一夫が手がけた。
なお、ベビーのエンジン「WE型」は戦前からのオオタ系4気筒SVエンジンの設計を元に、太田祐茂が半分の2気筒へ縮小、排気量設定の変更やOHV化など大変更を施して開発したもので、ボア/ストロークは62×59mmのオーバースクエアであり、当時のこのクラスのエンジンとしては高出力であった。ただしバランサーのない直列2気筒4ストロークエンジンのため、振動と騒音が激しかった。またラジエーターはエンジンルーム内の走行風を受けにくい位置に置かれて通風が冷却ファンのみに頼るつくりであったうえ、最後期に設計変更するまでは戦前型オオタ同様なウォーターポンプなしの自然循環式で、過負荷ではオーバーヒートを起こしやすいことが大きな弱点であった。
太田祐茂は1951年以降、高速機関工業→オオタ自動車工業の下請けとして、自ら経営する「オオタ商会」で公営四輪オートレース用競技車の製作に携わっており、オオタE-9型4気筒903ccのSVエンジンをベースに、OHVヘッドを搭載したレーシングエンジンを自製していた。「ベビー」用エンジンにもこの経験を活かしたといえる。当時水冷化に出遅れた小型車クラスのくろがね3輪・4輪トラックも、やはりオオタ引き継ぎのE-13型4気筒OHVエンジンを基本に排気量拡大または縮小で急場をしのいでおり、かつて小型車用空冷エンジンの名門であったくろがね系のパワーユニットは、この時点でほとんど傍系であるオオタ系水冷エンジンに役割を置き換えられてしまったことになる。
車体バリエーションには普通のトラックである「キャリアー」(当時の価格は29万8,000円)、幌付の「コマーシャル」、「コマーシャル」に補助席を付けて4人乗りにした「キャンバスワゴン」、そして5ドアの「ライトバン」があった。このようなモデル展開の背景には、派生型4座モデルの展開がサイズ面で難しい軽オート三輪に比し、貨客兼用車としての利便性を強く打ち出して対抗する狙いがあった。
ベビーは好評で迎えられ、発売初年度の1960年には16,497台を生産、順調な滑り出しを見せ、くろがね再起の起爆剤として期待された。1960年5月にはベビー量産工場として埼玉県上尾に新工場が開設されている。
だが、ベビーの発売から数か月後にダイハツ工業から本格的なボンネット型軽4輪トラックのハイゼットが発売（1961年にはボンネット型軽4輪ライトバンのハイゼットバンが追加された）されたのを皮切りに、1961年にはリアエンジン・キャブオーバー式軽4輪トラックのニューモデルとして、1958年発表のスバル・360で軽乗用車のトップメーカーとなっていた富士重工業（現・SUBARU）から1961年、頑強な角断面ラダーフレームを持ち、より過積載に強いスバル・サンバーが発売。同年には鈴木自動車工業（現・スズキ）も本格的なボンネット型軽4輪トラックのスズライト・キャリイを発売するなど、軽三輪トラックや軽4輪乗用車のメーカーから、頑丈なシャーシと過負荷に強い強制空冷エンジンを備えた軽4輪トラックが続々と市場参入した。
製品の完成度で後発各社に凌駕されたことに加え、ディーラー網の薄さによる脆弱な販売力もあって競合車に歯が立たなくなり、ベビーの売れ行きは急速に減退した。1962年1月に東急くろがね工業は会社更生法の適用を申請、ベビーは生産中止に追い込まれた。
東急くろがね工業は後に再建を果たし、日産自動車グループのエンジン製作会社「日産工機」として今日も存続しているが、ベビーはくろがね・オオタの血脈を直接受け継ぐ最後の自動車となった。

## くろがねベビーの歌
発売時、販売促進のためのコマーシャルソングとして、「くろがねベビーの歌」が作られ、伊藤素道率いるグループ「リリオ・リズム・エアーズ」歌唱によるレコードも録音されている。作詞は作家として著名になる前の野坂昭如、作曲はいずみたく。歌本体の歌詞は車名の連呼と小回りの利便を強調したありふれたCMソングであるが、作詞作曲者の諧謔味ある作風にふさわしく、歌の後半は最大積載量や馬力を詠み込んだあほだら経の節で唱えることが指定されていた。